# منطقه ساوانا
ناحیه ساوانا (به لاتین: Savannah Region) یک استان در غنا است که در غنا واقع شده‌است. ناحیه ساوانا ۳۵٬۸۶۲ کیلومتر مربع مساحت و ۵۸۱٬۳۶۸ نفر جمعیت دارد.